# Alexandr II. (papež)
 Alexandr II., rodným jménem Anselm z Baggia u Milána (? – 21. dubna 1073, Řím) byl papežem od 30. září 1061 až do své smrti.

## Život
Zpočátku nebyl uznán německým dvorem, který preferoval parmského biskupa Cadala, který si říkal Honorius II. Říšský episkopát uznal Alexandra až na koncilu v Mantově roku 1064.
Podporoval válečné výpravy, které sloužily křesťanským cílům, jako bylo například tažení Viléma Dobyvatele do Anglie. Účastníkům reconquisty ve Španělsku poprvé udělil odpustky.

## Odkazy

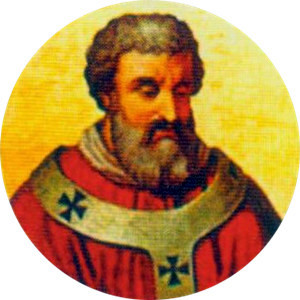
Portrét papeže Alexandra II. v bazilice sv. Pavla za hradbami